# Elaine Sterne Carrington
Elaine Sterne Carrington, nata Elaine Sterne (New York, 14 giugno 1891 – New York, 4 maggio 1958), è stata una sceneggiatrice e regista statunitense.

## Biografia
Nel 1914, Elaine Sterne vinse un concorso bandito dalla Vitagraph attraverso il New York Evening Sun - cui parteciparono 3.500 concorrenti - per la miglior sceneggiatura del film The Sins of the Mothers ottenendo un premio di mille dollari; vinse anche il concorso per la sceneggiatura del film Without Hope.

## Filmografia

### Sceneggiatrice
- The Spirit of Christmas, regia di William Humphrey e Tefft Johnson (1913)
- The Drudge, regia di Tefft Johnson (1914)
- The Mischief Maker, regia di Frederick A. Thomson (1914)
- Art for a Heart, regia di Wilfred North (Wilfrid North) e Wally Van (1914)
- The Idler, regia di Tefft Johnson (1914)
- 'Fraid Cat, regia di Tefft Johnson (1914)
- An Easter Lily, regia di Tefft Johnson (1914)
- The Fruit of Evil, regia di Wallace Reid (1914)
- The 'Bear' Facts, regia di Tefft Johnson (1914)
- The Gang, regia di Ned Finley (1914)
- The Circus and the Boy, regia di Tefft Johnson (1914)
- A Train of Incidents, regia di George D. Baker (1914)
- The Little Captain, regia di Tefft Johnson (1914)
- The House on the Hill, regia di Tefft Johnson (1914)
- The Cave Dwellers
- A Cause for Thanksgiving
- Without Hope, regia di Fred Mace (1914)
- The Knight Before Christmas
- The Sins of the Mothers, regia di Ralph Ince (1914)
- My Lady High and Mighty
- Breaking In
- The Celebrated Scandal, regia di James Durkin e J. Gordon Edwards (1915)
- Mary's Duke
- Sonny Jim and the Valentine
- The Guttersnipe, regia di Wilfred North (Wilfrid North) (1915)
- When a Feller's Nose Is Out of Joint
- The Girl Who Had a Soul
- Sonny Jim at the Mardi Gras
- A Daughter of the Nile
- Sonny Jim and the Amusement Company, Ltd.
- Sonny Jim and the Great American Game
- Li'l Nor'wester
- Sonny Jim and the Family Party
- One Plus One Equals One, regia di Tefft Johnson (1915)
- The Tale of the 'C', regia di Lucius Henderson (1915)
- The Heart of a Mermaid, regia di Lucius Henderson (1916)
- The Path of Happiness, regia di Elaine Sterne (1916)
- Madame Cubist, regia di Lucius Henderson (1916)
- The Sorrows of Love, regia di Charles Giblyn (1916)
- The Pride of the Clan, regia di Maurice Tourneur (1917)
- The Meeting, regia di John S. Robertson (come John Robertson) (1917)
- Wild Sumac, regia di William V. Mong (1917)
- The Floor Below, regia di Clarence G. Badger (1918)
- The Poor Rich Man, regia di Charles Brabin (1918)
- Women Men Forget, regia di John M. Stahl (1920)
- The Inner Voice, regia di Roy William Neill (1920)
- The Road of Ambition, regia di William P.S. Earle (1920)
- On the Banks of the Wabash, regia di J. Stuart Blackton (1923)
- Alibi, regia di Roland West (1929)
- Five Minutes from the Station, regia di Arthur Hurley (1930)

### Regista
- The Path of Happiness (1916)